# Strange Wine
Strange Wine: Fifteen New Stories from the Nightside of the World är en novellsamling av den amerikanske författaren Harlan Ellison, utgiven 1978 av Harper & Row (idag Harper Collins). Samlingen har sedan återutgivits i ett flertal upplagor och även översatts till franska.
Novellerna spänner över ett flertal genrer, såsom science-fiction, skräck, självbiografi och satir, och vissa berättelser rör sig mellan flera olika kategorier. Varje novell inleds med ett förord av författaren där han skriver om vad som inspirerat honom gällande just den berättelsen.
"From A to Z, in the Chocolate Alphabet" består av 26 kortare berättelser, en för varje bokstav i (engelska) alfabetet, och skrevs i skyltfönstret till en bokhandel i Los Angeles 1972. Texterna bygger på illustrationer av en vän till Ellison och spänner över ett flertal genrer.
Novellen "Croatoan" vann Locuspriset 1976 och samlingen som helhet nominerades till samma pris 1979.

## Innehåll
- "Introduction: Revealed at Last! What Killed the Dinosaurs! And You Don't Look So Terrific Yourself."
- "Croatoan"
- "Working with the Little People"
- "Killing Bernstein"
- "Mom"
- "In Fear of K"
- "Hitler Painted Roses"
- "The Wine Has Been Left Open Too Long and the Memory Has Gone Flat"
- "From A to Z, in the Chocolate Alphabet"
- "Lonely Women Are the Vessels of Time"
- "Emissary from Hamelin"
- "The New York Review of Bird"
- "Seeing"
- "The Boulevard of Broken Dreams"
- "Strange Wine"
- "The Diagnosis of Dr. D'arqueAngel"